# Stellaria delavayi
Stellaria delavayi är en nejlikväxtart som beskrevs av Adrien René Franchet. Stellaria delavayi ingår i släktet stjärnblommor, och familjen nejlikväxter. Inga underarter finns listade i Catalogue of Life.